# French Open-mesterskabet i mixed double 2017
French Open-mesterskabet i mixed double 2017 var den 105. turnering om French Open-mesterskabet i mixed double. Turneringen var en del af French Open 2017 og blev spillet i Stade Roland Garros i Paris, Frankrig med deltagelse af 32 par i perioden 31. maj - 8. juni 2017.
Mesterskabet blev vundet af Gabriela Dabrowski og Rohan Bopanna, som i finalen besejrede Anna-Lena Grönefeld og Robert Farah med 2−6, 6−2, [12−10].  Både Dabrowski og Bopanna vandt dermed en grand slam-titel for første gang i deres respektive karrierer. Begge var i en grand slam-finale i mixed double for første gang, mens inderen tidligere havde været i en grand slam-finale i herredouble (US Open 2010). Gabriela Dabrowski blev endvidere den første canadiske vinder af French Open-mesterskabet i mixed double, mens det var fjerde gang, at vinderparret i mixed double havde indisk islæt.
Martina Hingis og Leander Paes var forsvarende mestre men tabte i første runde til Katarina Srebotnik og Raven Klaasen.

## Pengepræmier og ranglistepoint
Den samlede præmiesum til spillerne i mixed double andrager € 494.000 (ekskl. per diem), hvilket var en stigning på knap 15 % i forhold til året før.
| Resultat               | Pengepræmier | Pengepræmier | Ændring ift. 2016 |
| Resultat               | Pr. par      | Total        | Ændring ift. 2016 |
| ---------------------- | ------------ | ------------ | ----------------- |
| Vindere (1)            | € 140.000    | € 140.000    | +20,7 %           |
| Finalister (1)         | € 70.500     | € 70.500     | +21,6 %           |
| Semifinalister (2)     | € 37.750     | € 75.500     | +32,5 %           |
| Kvartfinalister (4)    | € 17.000     | € 68.000     | +6,3 %            |
| Tabere i 2. runde (8)  | € 8.500      | € 68.000     | 0 %               |
| Tabere i 1. runde (16) | € 4.500      | € 72.000     | +5,9 %            |
| Samlet præmiesum       | -            | € 494.000    | +14,6 %           |

## Turnering

### Deltagere
Turneringen har deltagelse af 32 par, der er fordelt på:
- 26 direkte kvalificerede par.
- 6 par, der har modtaget et wildcard.

#### Seedede spillere
Otte par blev seedet.
| Seedning | Spiller                                  | Resultat     |
| -------- | ---------------------------------------- | ------------ |
| 1        | Chan Yung-Jan John Peers                 | Første runde |
| 2        | Sania Mirza Ivan Dodig                   | Kvartfinale  |
| 3        | Andrea Hlaváčková Édouard Roger-Vasselin | Semifinale   |
| 4        | Katarina Srebotnik Raven Klaasen         | Anden runde  |
| 5        | Jaroslava Sjvedova Alexander Peya        | Anden runde  |
| 6        | Chan Hao-Ching Jean-Julien Rojer         | Anden runde  |
| 7        | Gabriela Dabrowski Rohan Bopanna         | Vinder       |
| 8        | Jeļena Ostapenko Bruno Soares            | Første runde |

#### Wildcards
Seks par modtog et wildcard til turneringen.
| Spiller                               | Resultat     |
| ------------------------------------- | ------------ |
| Alizé Cornet Jonathan Eysseric        | Meldte afbud |
| Myrtille Georges Geoffrey Blancaneaux | Første runde |
| Jessica Moore Matt Reid               | Første runde |
| Chloé Paquet Benoît Paire             | Anden runde  |
| Pauline Parmentier Mathias Bourgue    | Anden runde  |
| Virginie Razzano Vincent Millot       | Første runde |

### Resultater
| Chan Yung-Jan |
| John Peers    |

| Abigail Spears       |
| Juan Sebastián Cabal |

| Abigail Spears       |
| Juan Sebastián Cabal |

| Anastasia Rodionova |
| Nikola Mektić       |

| M.J. Martínez Sánchez |
| Marcelo Demoliner     |

| M.J. Martínez Sánchez |
| Marcelo Demoliner     |

| M.J. Martínez Sánchez |
| Marcelo Demoliner     |

| Anna-Lena Grönefeld |
| Robert Farah        |

| Anna-Lena Grönefeld |
| Robert Farah        |

| Christina McHale |
| Brian Baker      |

| Anna-Lena Grönefeld |
| Robert Farah        |

| Coco Vandeweghe |
| Maks Mirnyj     |

| Jaroslava Sjvedova |
| Alexander Peya     |

| Jaroslava Sjvedova |
| Alexander Peya     |

| Anna-Lena Grönefeld |
| Robert Farah        |

| Katarina Srebotnik |
| Raven Klaasen      |

| Casey Dellacqua |
| Rajeev Ram      |

| Martina Hingis |
| Leander Paes   |

| Katarina Srebotnik |
| Raven Klaasen      |

| Bethanie Mattek-Sands |
| Steve Johnson         |

| Lucie Hradecká   |
| Marcin Matkowski |

| Lucie Hradecká   |
| Marcin Matkowski |

| Lucie Hradecká   |
| Marcin Matkowski |

| Virginie Razzano |
| Vincent Millot   |

| Casey Dellacqua |
| Rajeev Ram      |

| Casey Dellacqua |
| Rajeev Ram      |

| Casey Dellacqua |
| Rajeev Ram      |

| Alla Kudrjavtseva |
| Daniel Nestor     |

| Chan Hao-Ching    |
| Jean-Julien Rojer |

| Chan Hao-Ching    |
| Jean-Julien Rojer |

| Anna-Lena Grönefeld |
| Robert Farah        |

| Jeļena Ostapenko |
| Bruno Soares     |

| Gabriela Dabrowski |
| Rohan Bopanna      |

| Alicja Rosolska |
| Michael Venus   |

| Alicja Rosolska |
| Michael Venus   |

| Květa Peschke        |
| Aisam-ul-Haq Qureshi |

| Andreja Klepač |
| Dominic Inglot |

| Andreja Klepač |
| Dominic Inglot |

| Andreja Klepač |
| Dominic Inglot |

| Pauline Parmentier |
| Mathias Bourgue    |

| Andrea Hlaváčková      |
| Édouard Roger-Vasselin |

| Barbora Krejčíková |
| Nicholas Monroe    |

| Pauline Parmentier |
| Mathias Bourgue    |

| Raquel Atawo |
| Treat Huey   |

| Andrea Hlaváčková      |
| Édouard Roger-Vasselin |

| Andrea Hlaváčková      |
| Édouard Roger-Vasselin |

| Andrea Hlaváčková      |
| Édouard Roger-Vasselin |

| Gabriela Dabrowski |
| Rohan Bopanna      |

| Gabriela Dabrowski |
| Rohan Bopanna      |

| Jessica Moore |
| Matt Reid     |

| Gabriela Dabrowski |
| Rohan Bopanna      |

| Chloé Paquet |
| Benoît Paire |

| Chloé Paquet |
| Benoît Paire |

| Xu Yifan       |
| Fabrice Martin |

| Gabriela Dabrowski |
| Rohan Bopanna      |

| Myrtille Georges     |
| Geoffrey Blancaneaux |

| Sania Mirza |
| Ivan Dodig  |

| Elina Svitolina |
| Artem Sitak     |

| Elina Svitolina |
| Artem Sitak     |

| Darija Jurak |
| Mate Pavić   |

| Sania Mirza |
| Ivan Dodig  |

| Sania Mirza |
| Ivan Dodig  |